# 萊克海厄瓦薩 (新澤西州)
萊克海厄瓦薩（英語：Lake Hiawatha）是位於美國新澤西州摩里斯縣的普查規定居民點。

## 人口
根據2020年美國人口普查的數據，萊克海厄瓦薩的面積為2.88平方千米，當中陸地面積為2.86平方千米，而水域面積為0.02平方千米。當地共有人口10194人，而人口密度為每平方千米3,539.58人。